# Alexander Graf
Pour les articles homonymes, voir Graf.
Alexander Graf (né Aleksandr Nenachev le 25 août 1962 à Tachkent, RSS d'Ouzbékistan, URSS) est un grand maître allemand du jeu d'échecs d'origine ouzbek.

## Biographie
Nenachev se fait connaître lors des Olympiade d'échecs de 1992. Pour sa première participation, l'Ouzbékistan nouvellement indépendant arrive à une surprenante seconde place, Nenachev remportant la médaille d'or au troisième échiquier. Il joue au premier échiquier de l'Ouzbékistan lors de trois championnats d'Asie par équipe (1993, 1995 et 1999), remportant la médaille d'or par équipe en 1999, deux médailles de bronze en 1995 et la médaille d'argent par équipe en 1993.
En 2000, il émigre en Allemagne et prend le nom de son père. Il remporte la médaille de bronze au Championnat d'Europe d'échecs individuel 2003. En 2004, il remporte le championnat national allemand.
En 2001, lors du championnat du monde d'échecs par équipe, il remporte la médaille d'or individuelle au troisième échiquier de l'Allemagne qui termine quatrième de la compétition. En 2005, il remporte deux médailles d'or individuelles au troisième échiquier allemand lors du championnat d'Europe d'échecs des nations.